# Arkady Luxemburg
Pour les articles homonymes, voir Luxemburg.
Arkady Luxemburg est l'un des compositeurs moldave-américains des plus prolifiques et des plus renommés.

## Biographie
Il a obtenu son master en arts à l'Académie de musique à Chișinău en Moldavie alors soviétique, où il a obtenu des diplômes en piano, composition et théorie musicale. Il a travaillé en tant qu’enseignant, pianiste concertiste, et accompagnateur dans divers établissements à travers le monde, y compris l'Académie de musique et le Collège de musique de Moldavie, l’université d'État de San Diego, Mesa Collège, California Ballet et David Yellin Collège. Plusieurs de ses élèves sont devenus mondialement connus, dont Oleg Maisenberg et Mark Seltzer.
Il est l'auteur de plusieurs recherches sur la théorie et l'harmonie de la musique. La République socialiste soviétique moldave lui a décerné le prix « Compositeur de l'année » en 1967.
Il est membre de l'Union des compositeurs et ASCAP aux États-Unis.

## Œuvres
Une grande partie de ses œuvres sont enregistrées. Ils sont régulièrement publiés et joués en Tchéquie, en Slovaquie, en Roumanie, Hongrie, Israël, France et aux États-Unis. Depuis 1995, il a résidé à San Diego, en Californie, où il a poursuivi sa carrière comme interprète, compositeur et enseignant.

### Œuvres pour orchestre symphonique
- Sinfonietta
- Concerto pour Piano et Orchestre n ° 1
- Concerto pour Piano et Orchestre n ° 2
- Concerto pour Violoncelle et Orchestre
- Symphonique Ballade Andriesh pour Orchestre
- Suite n ° 1 pour Cordes
- Suite n ° 2 pour Cordes
- Fantaisie pour Piano et Orchestre à Cordes
- Symphony Fantastique Melodies de Printemps
- Caprice pour Flûte et orchestre à Cordes
- Symphonique Ballade pour Voix et Orchestre
- Valse pour Orchestre
- La suite des enfants pour Chambre Orchestre
- Melody et Scherzo pour Orchestre à Cordes
- Variations pour Orchestre
- Symphonie pour Cordes
- Elegy et Ragtime pour Orchestre
- Youth Overture pour Orchestre
- Poème pour Cordes

### Travaux pour divers ensembles
- Préludes 12 pièces pour Quatuor à cordes
- Suite pour quatuor à cordes no 1 , no 2 , no 3 , no 4
- 3 Pièces pour Quatuor à cordes
- Lullaby et Ostinato» pour Bois-Vents Quintette
- Improvisation et Scherzo pour flûte, violoncelle et piano
- Lullaby and Humoresque pour Quintette de cuivres
- Arrangement Hava Nagila pour Quintette de cuivres
- Suite pour 5 Saxophones
- Blues et Rock and Roll pour 4 Trombones
- Romance et Foxtrot pour 4 Trompettes
- 3 Pièces pour 4 Horns
- Prelude and Ostinato pour 4 Violons
- Enthousiaste Train pour Violons Ensemble et Piano
- Passacaglia and Dance pour flûte, cor et piano
- Suite pour Bois-Vents Quatuor
- 3 Pièces pour clarinette et basson
- Trois Pièces pour violon, alto et violoncelle

### Œuvres pour piano
- Sonata
- Suite Aquarelie 8 pièces
- Suite En mémoire de Gershwin 5 pièces
- Sonatina no 1, no 2, no 3, no 4, no 5.
- 3 Pièces  En mémoire de Chostakovitch
- Suite pour les enfants dans Folk style
- Bluses 8 pièces
- Préludes 12 Pièces
- Enfants Album 9 pièces
- Suite dans un ancien style pour Cembalo ou Piano 4 pièces
- Préludes pièces
- Improvisation et Toccata
- Moods 5 miniatures pour piano
- Doina, Hora, Betuta et Jok pour Piano 4 pièces
- Saisons 4 pièces 1. Printemps, 2. Summer, 3. Automne, 4. Hiver
- Easy pieces for Piano
- Enfants Album pour Piano no 2 16 pièces
- Méthode de Piano 220 pièces.